# 再生不良性貧血
再生不良性貧血（aplastic anemia／aplastic anaemia）也叫再生障碍性贫血（简称再障），是指骨髓未能生產足夠或新的細胞來補充血液細胞的情況。一般來說，貧血是指低的紅血球統計，但患有再生不良性貧血的病人會在三種血液細胞種類（紅血球、白血球及血小板）均出現低統計的情況。

## 病因
現時已知的再生不良性貧血的一個病因是自體免疫性疾病，當中白血球自行攻擊骨髓。
很多的病例都不能清楚判斷病因，但再生不良性貧血有時會與一些物質，如苯、輻射的接觸，或是使用某類藥物，包括氯霉素及苯丁吡唑酮有所關聯，可能会造成骨髓造血细胞的器质性病变。
再生障碍性贫血（简称再障）（aplastic anemia）是指由各种原因引起的骨髓造血功能衰竭，造成全血细胞减少的一种疾病。临床上以红细胞、粒细胞和血小板减少所致的贫血、感染和出血为特征。再障在中国大陆地区并非少见，中国大陆流行病学调查资料表明其发病率约为0.74/10万人口，呈散发性。发病以青中年居多，男性略高于女性，原发性稍多于继发性。

## 病徵
- 貧血，不適、蒼白及其他病徵；
- 血小板減少症，提高了出血及瘀斑的風險；
- 白血球減少症，提高了感染的風險。

## 診斷
現時的診斷方法只有骨髓切片檢查。
為了尋求診斷的線索，在進行此檢查前，病人一般會接受其他血液測試，包括：
- 全面性血液細胞統計
- 腎功能測試
- 電解質功能測試
- 肝功能測試
- 甲狀腺功能測試
- 維生素B12及葉酸平等。

## 治療
再生不良性貧血的治療，可以透過服用藥物或在病症較嚴重时進行骨髓移植。骨髓移植是最能達到痊癒效果的方法，但進行期間卻有很大的風險。從合適捐贈者移植來的骨髓會取代失效的骨髓，骨髓內多能化的幹細胞會重新組成所有血液細胞，建立病患者一套新的免疫系統、紅血球及血小板。但是除了移植失敗外，新造的白血球亦有攻擊身體內其他細胞的可能性，稱為「移植物對抗宿主疾病」。
再生不良性貧血一般治療上開始會採用抗胸腺淋巴細胞球蛋白（ATG或抗淋巴球球蛋白），配合約幾個月環孢菌素的療程，首先壓抑免疫系統，使造血细胞恢复功能，來調節免疫系統。在压抑免疫系统期间，由于白血球低下，病人會被保護於儘量減少微生物的房間，以減少感染的風險。溫和的化學療法使用環磷酰胺及長春新鹼對治療有效。抗體療法，如使用ATG，针对攻击骨髓的目標T細胞。使用類固醇一般都沒有效用。

## 跟進工作
病人需要接受定期的全面血球統計，以確定狀況。
約10-33%的再生不良性貧血的病人會發展出一種罕有的病症，稱為「陣發性夜間血紅素尿症」（簡稱PNH，即貧血以外加上血小板減少症及／或血栓），一般解釋是指骨髓為對抗免疫系統的攻擊而產生的逃避機制。流式細胞術是一種測試再生不良性貧血的病人是否患上PNH的認可的方法。

## 外部連結
- Aplastic Anemia & MDS International Foundation （页面存档备份，存于）
- 梅約醫學中心 （页面存档备份，存于）
- MEdIC
- MedlinePlus百科全書：特發性再生不良性貧血 （页面存档备份，存于）
- MedlinePlus百科全書：繼發性再生不良性貧血
- 高雄榮總血液腫瘤科 王玉祥主任 | 2006 六月 13